# روكي راكات
روكي راكات مسلسل أنمي ياباني يحكي قصة حيوان راكون شبيه بالقط يعيش ضمن عائلة وصديقته الطفلة الصغيرة. وهو عمل يتسم بالحركة والتشويق والألوان والشخصيات غير المألوفة والإبداع الإنساني، وما يظهره من حكايات ومايحمله من مؤثرات مبهره تؤثر على المشاهد .

## روابط خارجية
- ROCKY RACKAT! at Enoki Films
- روكي راكات على موقع ANN anime (الإنجليزية)